# Méthodes de sélection de la Suisse pour le Concours Eurovision de la chanson
Cet article résume les méthodes de sélection utilisées par la Suisse pour le Concours Eurovision de la chanson, ainsi que leurs années d'utilisation.

## Concours Eurovision(1958 - 2004)
La première sélection nationale de la Suisse est sobrement intitulée Concours Eurovision ; elle est celle qui désignera le représentant du pays au Concours de 1956 à 2004. Néanmoins, le concours sera irrégulier à cause de la non-participation de la Suisse quelques années. Mais, l'émission était aussi alternée avec une sélection interne quelquefois. Pendant les années 1980, le concours présentait dix chanteurs et chansons, trois en français, trois en allemand, trois en italien et une en romanche.
Plusieurs interprètes on participé plus d'une fois à ce concours de sélection comme Mariella Farré (1981, 1983 et 1985), Daniela Simons (1983, 1985, et 1986), Arlette Zola (1982, 1984 et 1985) et le groupe Peter, Sue & Marc (1973, 1974, 1975, 1976, 1979 et 1981).
Cette émission permet au pays de remporter premières, deuxièmes et troisièmes places au Concours, comme en témoigne le tableau qui retrace les années d'utilisation de celle-ci :
| Année | Artiste                                   | Titre                              | Place            |
| ----- | ----------------------------------------- | ---------------------------------- | ---------------- |
| 1956  | Lys Assia                                 | Refrain                            | 1                |
| 1956  | Lys Assia                                 | Das alte Karussell                 | -                |
| 1957  | Lys Assia                                 | L'enfant que j'étais               | 5                |
| 1959  | Christa Williams                          | Irgendwoher                        | 4                |
| 1960  | Anita Traversi                            | Cielo e terra                      | 8                |
| 1961  | Franca Di Rienzo                          | Nous aurons demain                 | 3                |
| 1963  | Esther Ofarim                             | T'en va pas                        | 2                |
| 1964  | Anita Traversi                            | I miei pensieri                    | 13               |
| 1965  | Yovanna                                   | Non, à jamais sans toi             | 8                |
| 1966  | Madeleine Pascal                          | Ne vois-tu pas?                    | 6                |
| 1967  | Géraldine                                 | Quel cœur vas-tu briser ?          | 17               |
| 1968  | Gianni Mascolo                            | Guardando il sole                  | 13               |
| 1969  | Paola del Medico                          | Bonjour, Bonjour                   | 5                |
| 1970  | Henri Dès                                 | Retour                             | 4                |
| 1972  | Véronique Müller                          | C'est la chanson de mon amour      | 8                |
| 1973  | Patrick Juvet                             | Je vais me marier, Marie           | 12               |
| 1974  | Piera Martell                             | Mein Ruf nach Dir                  | 14               |
| 1975  | Simone Drexel                             | Mikado                             | 6                |
| 1976  | Peter, Sue & Marc                         | Djambo, Djambo                     | 4                |
| 1977  | Pepe Lienhard Band                        | Swiss Lady                         | 6                |
| 1978  | Carole Vinci                              | Vivre                              | 9                |
| 1979  | Peter, Sue & Marc et Pfuri, Gorps & Kniri | Trödler und Co                     | 10               |
| 1980  | Paola del Medico                          | Cinéma                             | 4                |
| 1981  | Peter, Sue & Marc                         | Io senza te                        | 4                |
| 1982  | Arlette Zola                              | Amour on t'aime                    | 3                |
| 1983  | Mariella Farré                            | Io così non ci sto                 | 15               |
| 1984  | Rainy Day                                 | Welche Farbe hat der Sonnenschein? | 16               |
| 1985  | Mariella Farré & Pino Gasparini           | Piano, piano                       | 12               |
| 1986  | Daniela Simmons                           | Pas pour moi                       | 2                |
| 1987  | Carol Rich                                | Moitié, moitié                     | 17               |
| 1988  | Céline Dion                               | Ne partez pas sans moi             | 1                |
| 1989  | Furbaz                                    | Viver senza tei                    | 13               |
| 1990  | Egon Egemann                              | Musik klingt in die Welt hinaus    | 11               |
| 1991  | Sandra Simó                               | Canzone per te                     | 5                |
| 1992  | Daisy Auvray                              | Mister Music Man                   | 15               |
| 1993  | Annie Cotton                              | Moi, tout simplement               | 3                |
| 1998  | Gunvor                                    | Lass' ihn                          | 25               |
| 2000  | Jane Bogaert                              | La vita cos'è?                     | 20               |
| 2002  | Francine Jordi                            | Dans le jardin de mon âme          | 22               |
| 2004  | Piero & the MusicStars                    | Celebrate                          | 22 (demi-finale) |

- Ce tableau provient de la page Wikipédia italophone traitant ce sujet, plus complète.

## Sélection interne (2005 - 2010)
De 2005 à 2010, le représentant suisse est choisi de manière interne, par la Société suisse de radiodiffusion et télévision.

## Die Grosse Entscheidungsshow(2011 - 2018)
En 2011, une nouvelle sélection nationale apparaît pour la Suisse. Il s'agit de Die Grosse Entscheidungsshow (Le grand show décisif).
Les différents candidats de chaque région linguistique sont sélectionnés sur Internet, puis choisi dans une pré-sélection sur les différentes radios en fonction de la langue (Radio SRF 3 pour les suisses allemands, Option Musique pour les romands, et RSI Rete Uno pour les suisses italiens). Enfin, les sélectionnés participent à la finale nationale qui se déroule le second week-end du mois de décembre, et désigne le représentant de la Suisse allant à la phase finale du Concours.
Elle offrira deux qualifications en finale pour le pays : la première fois en 2011 même, avec Anna Rossinelli et sa chanson In Love For a While (Amoureuse depuis un moment) où elle finira dernière en finale ; et la seconde fois en 2014, où SeBAlter franchit les portes de la finale avec sa chanson Hunter of Stars (Chasseur d'étoiles) et se classe 13e en finale. Mais, le peu d'efficacité de cette sélection et la non-qualification de la Suisse quatre années de suite depuis 2015 feront son abandon par la SSR.
| Année | Artiste(s)      | Langue(s) | Chanson              | Traduction française       | Finale | Finale | Demi-finale | Demi-finale |
| Année | Artiste(s)      | Langue(s) | Chanson              | Traduction française       | Place  | Points | Place       | Points      |
| ----- | --------------- | --------- | -------------------- | -------------------------- | ------ | ------ | ----------- | ----------- |
| 2011  | Anna Rossinelli | Anglais   | In Love for a While  | Amoureuse depuis un moment | 25     | 19     | 10          | 55          |
| 2012  | Sinplus         | Anglais   | Unbreakable          | Incassable                 |        |        | 11          | 45          |
| 2013  | Takasa          | Anglais   | You and Me           | Toi et moi                 |        |        | 13          | 41          |
| 2014  | SeBAlter        | Anglais   | Hunter of Stars      | Chasseur d'étoiles         | 13     | 64     | 04          | 92          |
| 2015  | Mélanie René    | Anglais   | Time to Shine        | Moment pour briller        |        |        | 17          | 04          |
| 2016  | Rykka           | Anglais   | The Last of Our Kind | Le dernier de notre genre  |        |        | 18          | 28          |
| 2017  | Timebelle       | Anglais   | Apollo               | Apollon                    |        |        | 12          | 97          |
| 2018  | Zibbz           | Anglais   | Stones               | Pierres                    |        |        | 13          | 86          |

## Sélection interne (2019 - présent)
Depuis 2019, le représentant du pays est choisi en interne par la Société suisse de radiodiffusion et télévision.